# Ford EcoSport
Ford EcoSport (укр. Форд ЕкоСпорт) — міні-SUV (друге покоління — міні-кросовер) компанії Ford, що виготовляється з 2003 року. Конкурентами моделі є Peugeot 2008, Renault Captur i Renault Duster.

## Перше покоління

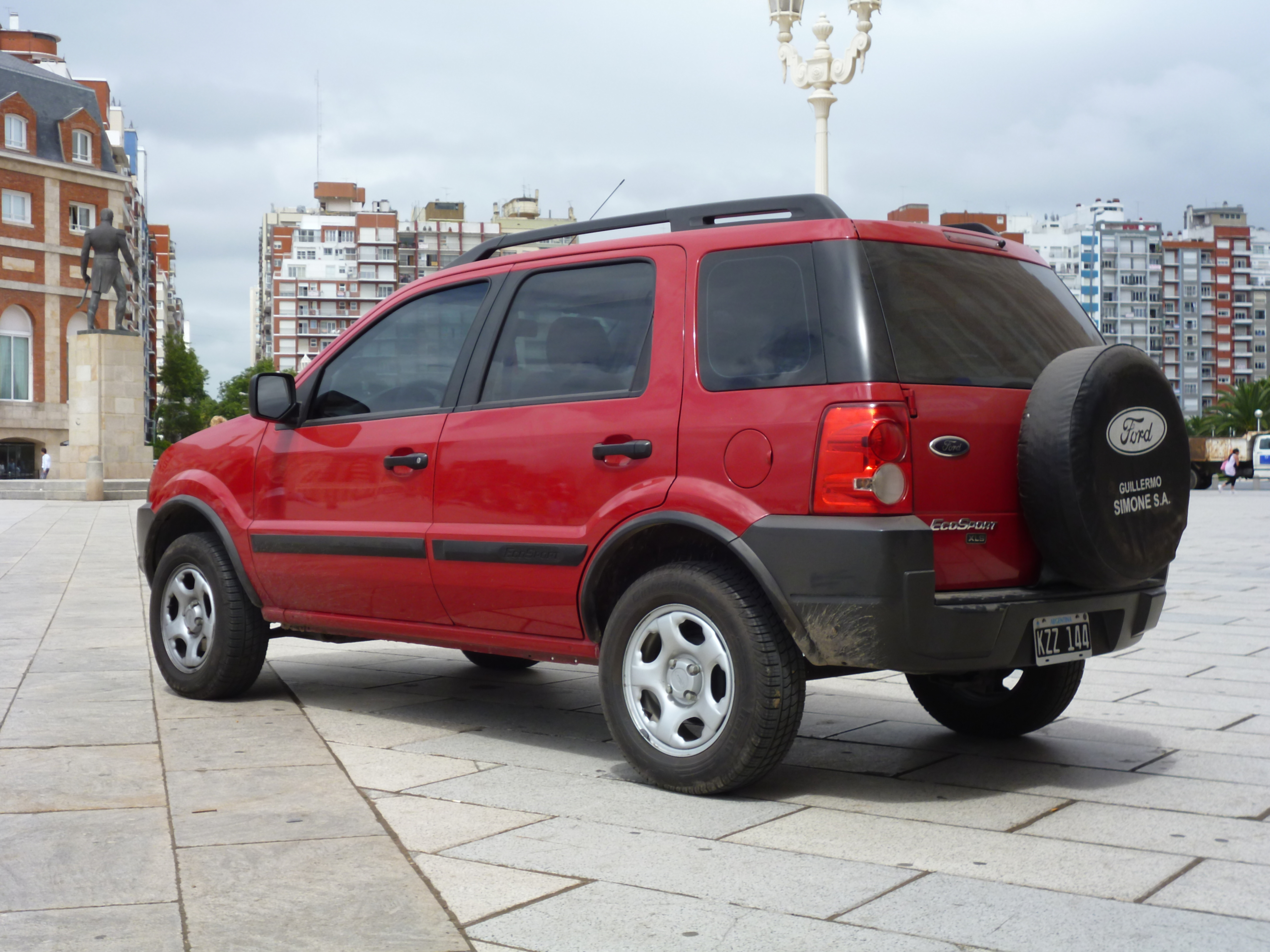
Ford EcoSport I

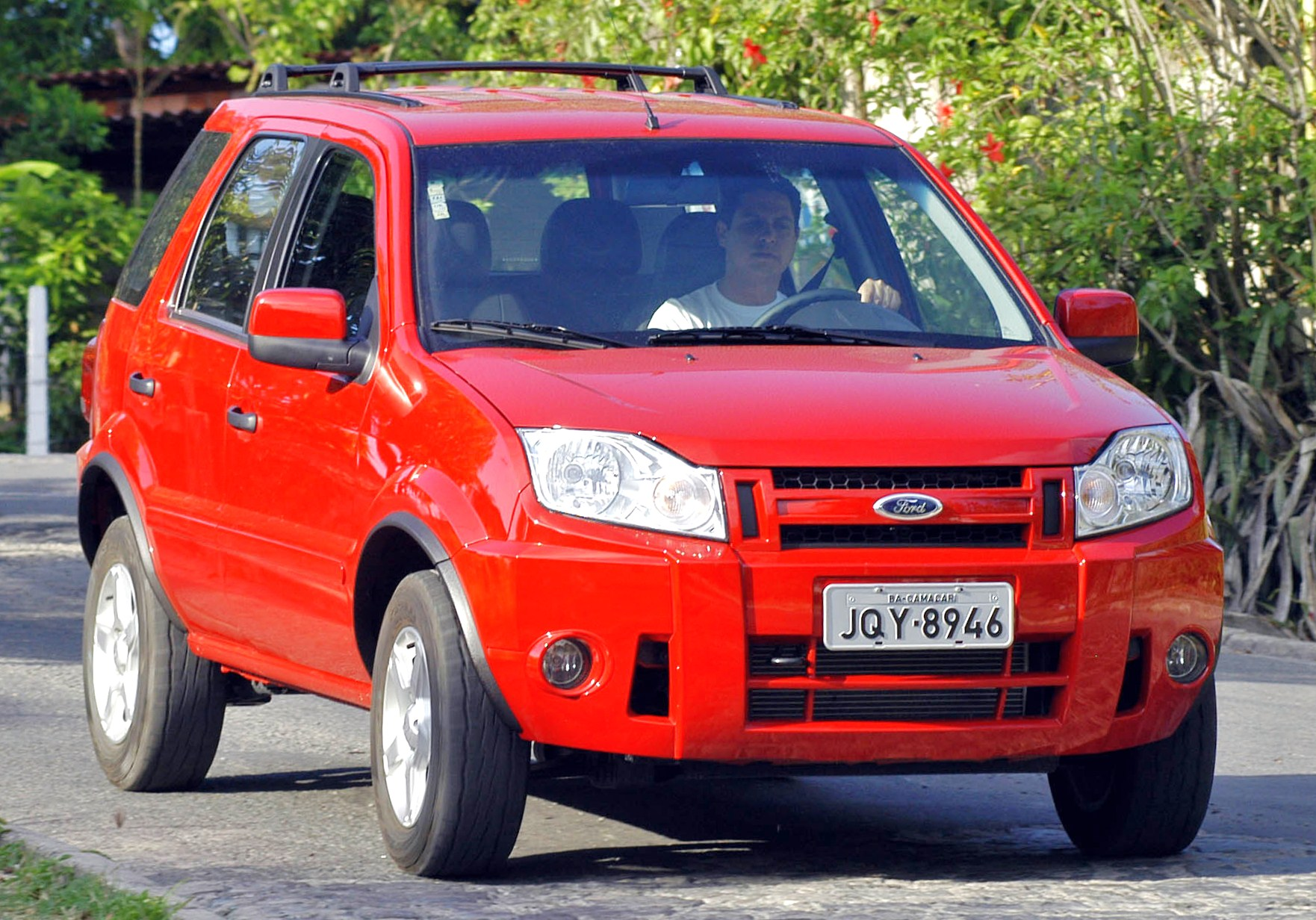
Ford EcoSport I (2007—2012)

Ford EcoSport першого покоління створений бразильським Центром розробки автомобілів в 2003 році.
Створений на базі європейського автомобіля Ford Fusion, на платформі B3, виготовлявся виключно в Бразилії і продавався тільки в країнах Латинської Америки. За замовчуванням кросовери були передньопривідними і оснащувалися механічною трансмісією, проте дволітрові версії пропонувалися з чотириступінчастим «автоматом» і повним приводом.
В 2007 році автомобіль модернізували, змінивши зовнішній вигляд.
Всього (на кінець 2011 року) виготовлено 700 000 примірників.

### Двигуни

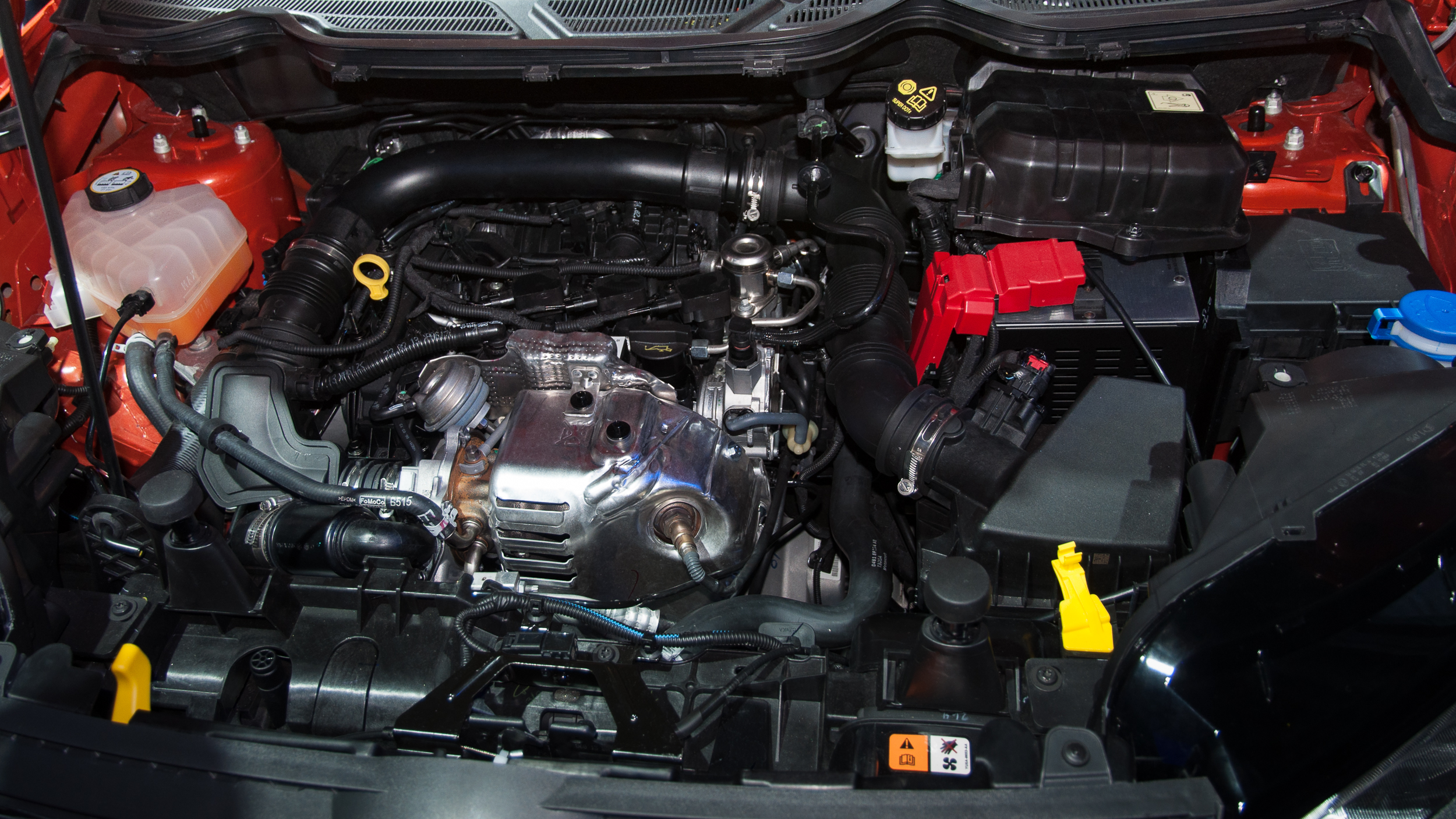
Двигун 1,0 EcoBoost

- 1,0 л Zetec 8V Turbo, 95 к.с. (70 кВт) (до 2006)
- 1,6 л Duratec 8V, 111 к.с. (82 кВт) (працює на бензині і етанолі)
- 2,0 л Duratec 16V, 145 к.с. (107 кВт)
- 1,4 л Duratorq Diesel, 68 к.с. (50 кВт) (для експорту)

## Друге покоління (2013-2022)

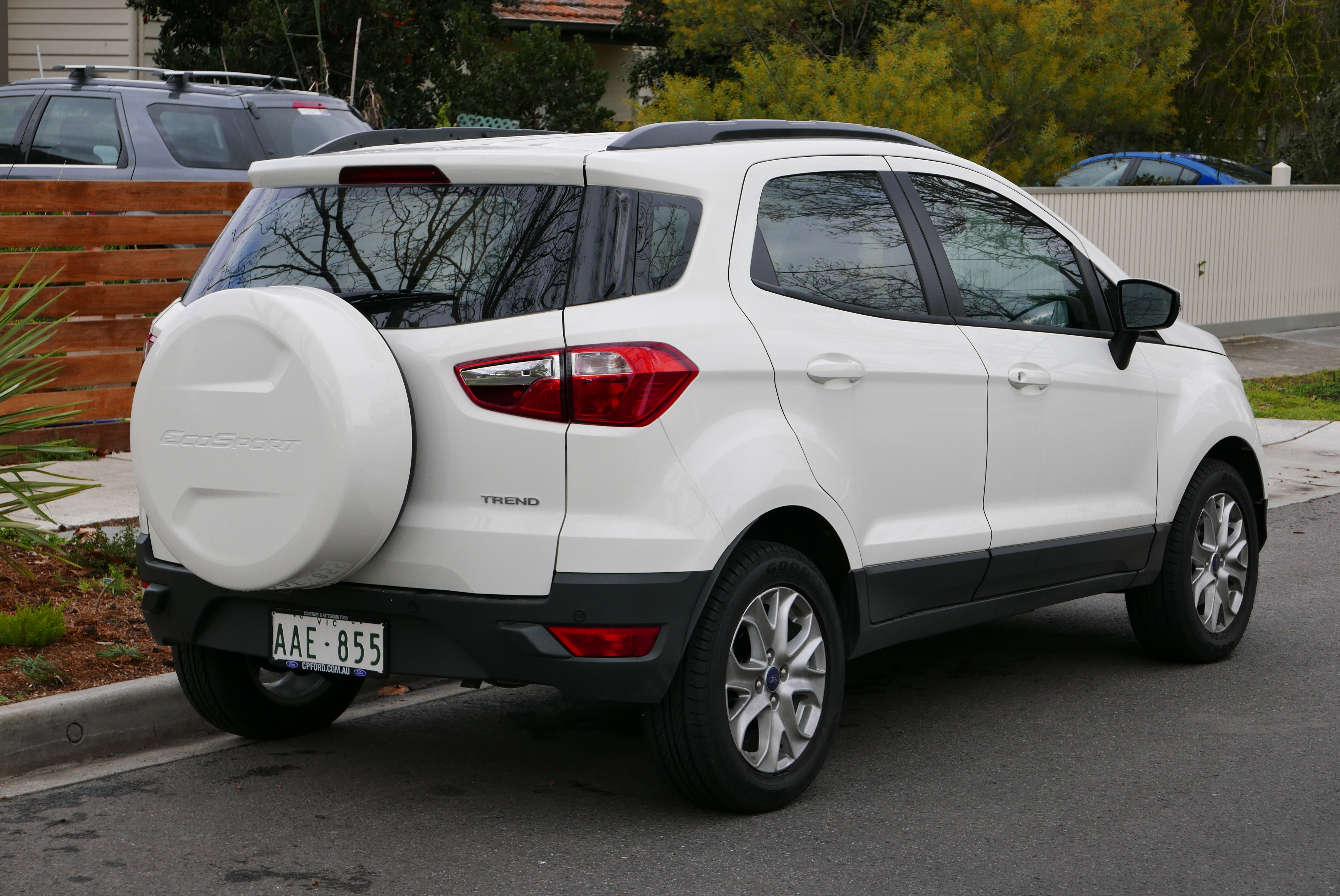
Ford EcoSport II (2013—2017)

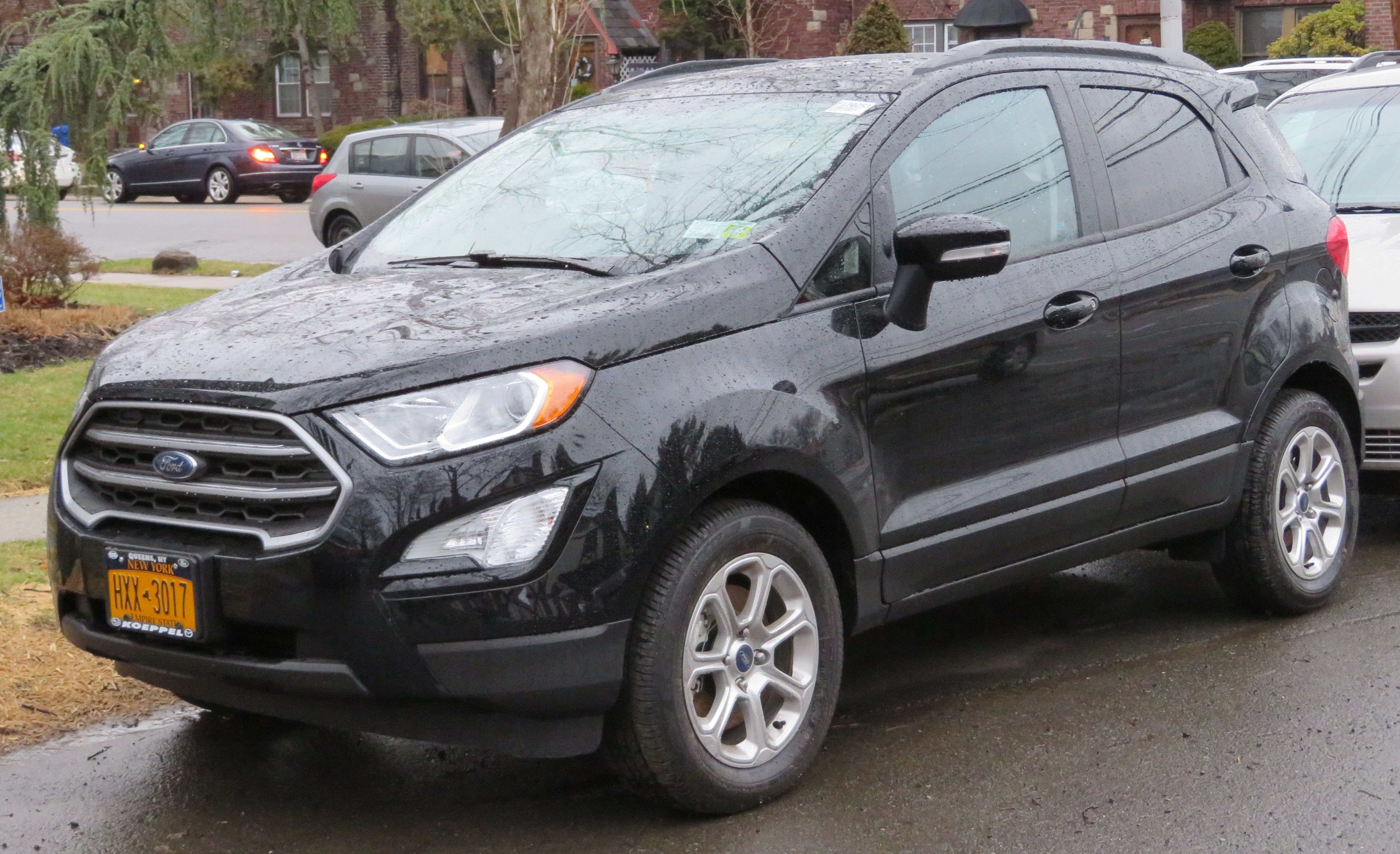
Ford EcoSport II (з 2017)

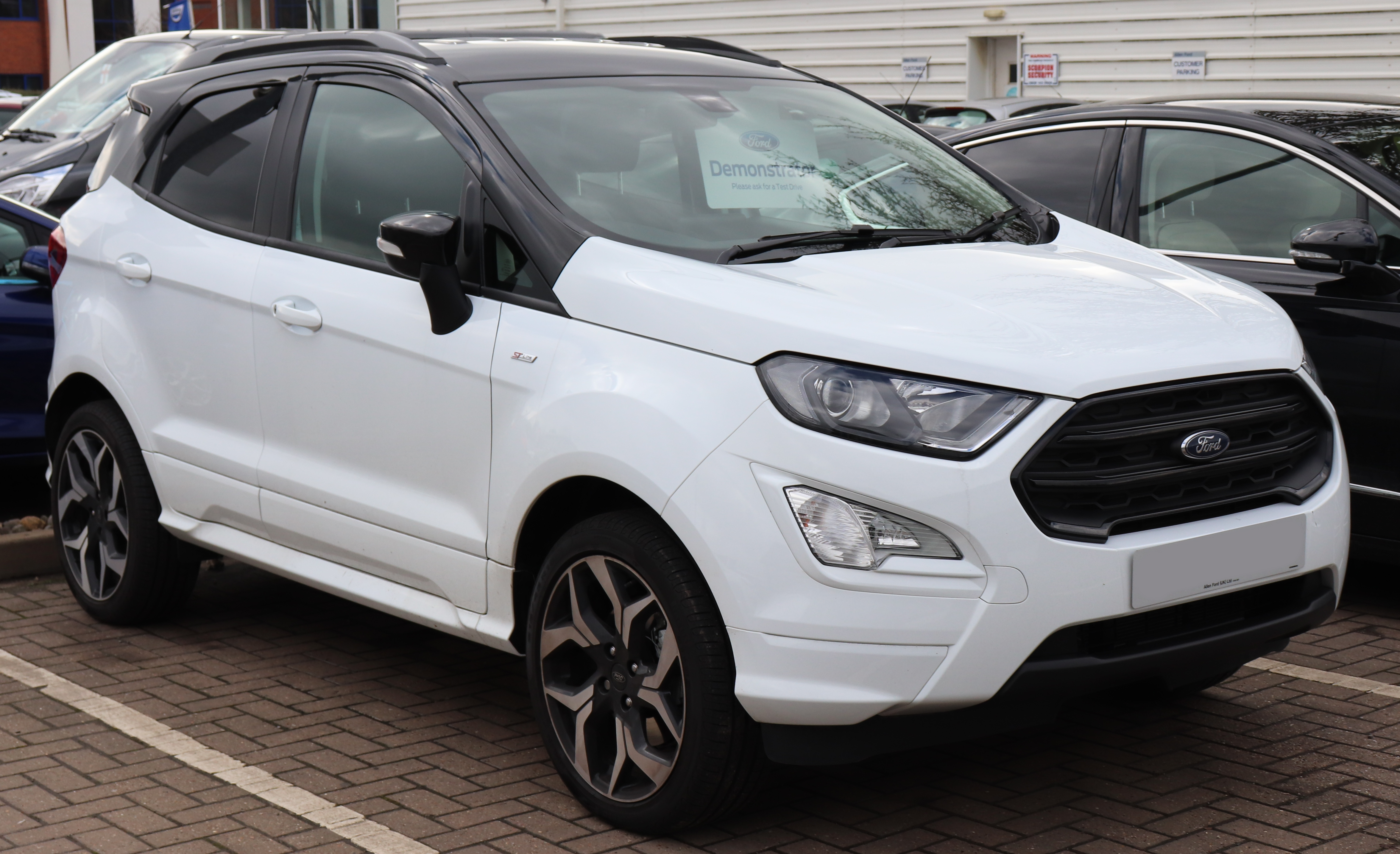
Ford EcoSport ST-Line

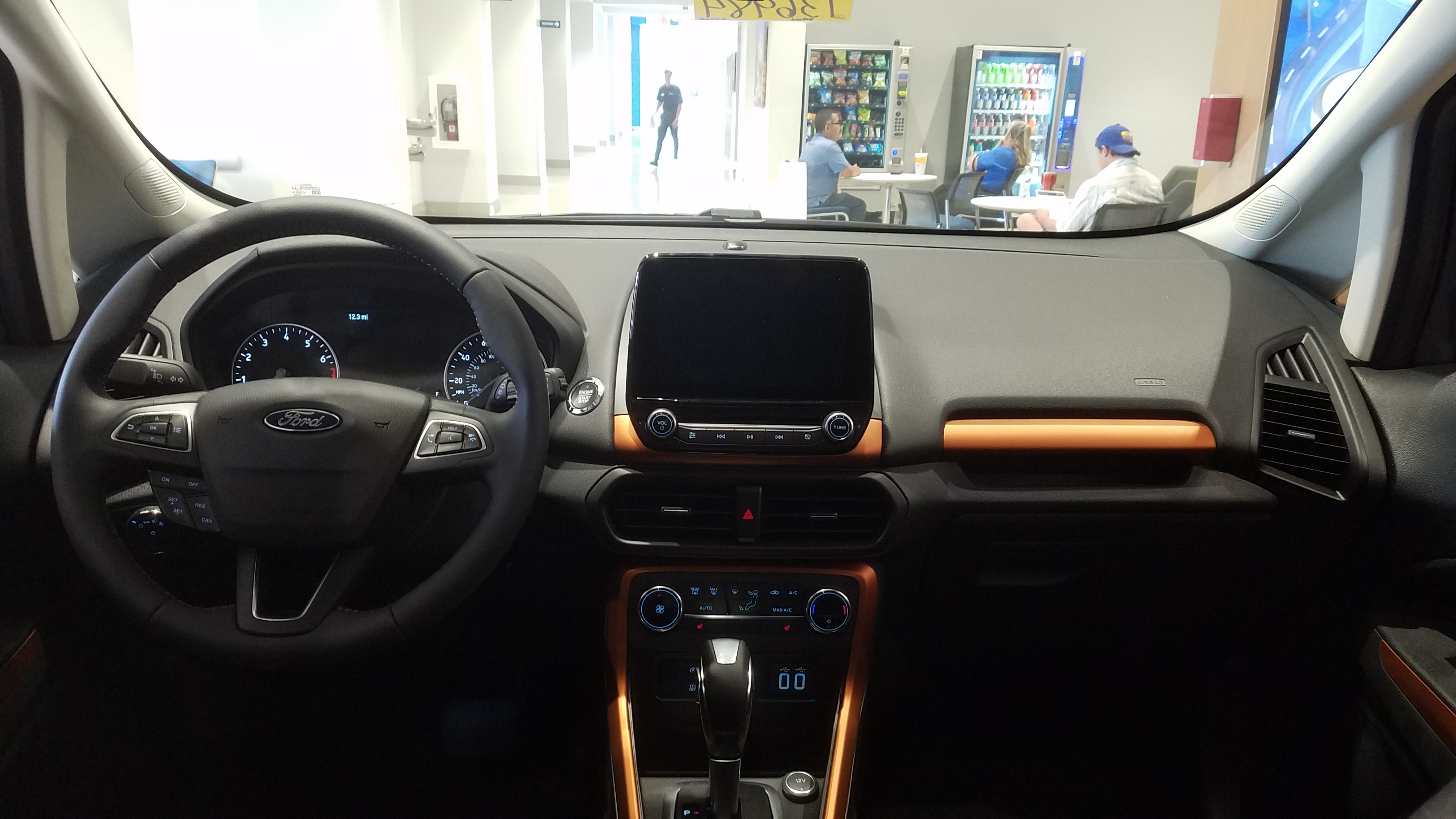

Ford EcoSport другого покоління вперше представлений в січні 2012 року на автосалоні в Індії. Версія, призначена для продажу в Європі представлена на Женевському мотор-шоу в березні 2013 року. Машина другого покоління побудована на платформі Ford Fiesta 6-го покоління і повинна стати глобальною. З 28 червня 2014 року EcoSport також доступний у Європі.
На європейському ринку EcoSport пропонується з 3-циліндровим бензиновим двигуном 1.0 л EcoBoost з турбомотором, що видає 125 к.с., а також 1.5 л турбодизелем потужністю 90 к.с. Кросовер EcoSport доступний як з переднім, так і з повним приводом.
Кросовер оснащається системою Ford SYNC AppLink, що дозволяє змінювати налаштування автомобіля за допомогою смартфона.

Перше покоління не відрізнялось вишуканістю матеріалів, однак в ході редизайну 2015 року компанія Ford постаралась виправити цей недолік. Якщо розкішним салон так і не став, то рівень його оснащення точно зріс. Моделі 2015 року випуску використовують високоякісні матеріали для оздоблення салону. Кросовер EcoSport не можна назвати найпросторішим автомобілем класу. Тим не менше, простір салону практично розрахований. Об'єм багажного відділення становить 355 літрів. Доступ до відділення ускладнюється через бічне кріплення дверей.  Автомобіль оснащений інформаційно-розважальною системою SYNC від Ford. Але  так, як це не остання версія, водій отримує невеликий екран з меню, у яких досить складно орієнтуватись. Навіть моделі найвищої комплектації, які постачаються з системою  Sony, мають той самий недолік — маленький екран. Очікується поява більш сучасної системи і відповідно більшого екрану, але її можна буде придбати лише за додаткову плату. Усі моделі лінійки пропонують Bluetooth і USB сполучення. Компанія Ford подбала про наявність у базі автомобіля системи екстреної допомоги, яка під'єднується до мобільного телефону водія та автоматично викликає рятувальні служби у разі аварії.
На автосалоні в лос-Анджелесі 2016 року представлена оновлена модель, що надійшла в продаж в 2017 році. Автомобіль отримав оновлену передню частину та трохи перероблений зад. В салоні з'явилась 8-дюймова сенсорна інформаційно-розважальна система що підтримує і Apple CarPlay, і Android Auto.
В Україні продається лише версія з 1,0-літровим бензиновим двигуном.
У 2020 Ford додав точку доступу Wi-Fi до стандартного оснащення всіх комплектацій EcoSport.
У 2021 модельному році Ford EcoSport отримав оновлення зовнішнього вигляду та змінений перелік оснащення базової комплектації.
З 2022 року Ford припиняє продаж EcoSport в США. Кросовер залишається на європейському ринку.

### Двигуни
| Модель                                    | Об'єм см³ | Циліндри/ Клапани | Потужність кВт (к.с.) при об/хв | Крутний мемент Нм при об/хв | Примітки                           | Роки виробництва |
| Бензинові                                 | Бензинові | Бензинові         | Бензинові                       | Бензинові                   | Бензинові                          | Бензинові        |
| ----------------------------------------- | --------- | ----------------- | ------------------------------- | --------------------------- | ---------------------------------- | ---------------- |
| 1,0 л EcoBoost GTDI DOHC Ti-VCT I-3 (Fox) | 998       | 3/12              | 125 / 6000                      | 170 / 1400–5000             | Європа, Індія                      | з 2013           |
| 1,0 л EcoBoost GTDI DOHC Ti-VCT I-3 (Fox) | 998       | 3/12              | 140 / 6000                      | 180 / 1400–5000             | Європа, Індія                      | з 2016           |
| 1,5 л Duratec DOHC Ti-VCT 16V (Sigma)     | 1499      | 4/16              | 105–112 к.с. / 6300             | 140 / 4400                  |                                    | 2013-2017        |
| 1,6 л Duratec Ti-VCT Gas/FFV (Sigma)      | 1596      | 4/16              | 110—125 к.с. / 6000             | 153 / 4250                  | Латинська Америка, бензин і етанол | з 2013           |
| 2,0 л Duratec HE PFI 16V Flex (MI4)       | 1999      | 4/16              | 143—145 к.с. / 6250             | 187 / 4250                  | Латинська Америка, бензин і етанол | з 2013           |
| Дизельні                                  |           |                   |                                 |                             |                                    |                  |
| 1,5 л Duratorq TDCi SOHC DI TC I-4 (DV5)  | 1499      | 4/16              | 90 / 3750                       | 205 / 1750–3000             | Європа                             | 2013-2015        |
| 1,5 л Duratorq TDCi SOHC DI TC I-4 (DV5)  | 1499      | 4/16              | 96 / 3750                       | 205 / 1750–3000             | Європа                             | 2015-2017        |
| 1,5 л Duratorq EcoBlue I-4                | 1499      | 4/16              | 100 / 3750                      | 215 / 1750–3000             | Європа                             | з 2017           |
| 1,5 л Duratorq EcoBlue I-4                | 1499      | 4/16              | 125 / 3600                      | 300 / 1750—2000             | Європа                             | з 2017           |

## Продажі
| Рік  | Європа  | Пд. Африка | Індія  | Китай  | Таїланд | Бразилія | США    | Канада |
| ---- | ------- | ---------- | ------ | ------ | ------- | -------- | ------ | ------ |
| 2013 |         |            | 33,702 | 59,680 |         |          |        |        |
| 2014 | 12,890  |            | 51,068 | 84,643 | 6,289   |          |        |        |
| 2015 | 40,084  | 11,626     | 42,403 | 56,465 | 3,555   | 33,861   |        |        |
| 2016 | 57,294  | 11,442     | 45,710 | 42,393 | 2,167   | 28,105   |        |        |
| 2017 | 63,150  | 9,920      | 45,146 | 33,972 | 2,919   | 31,195   |        |        |
| 2018 | 110,574 | 5,769      | 51,973 | 16,033 | 696     | 34,497   | 54,348 | 6,315  |
| 2019 | 120,376 | 9,802      | 29,989 | 2,924  |         | 34,206   | 64,708 | 7,437  |